# John Gretton, 4. Baron Gretton
John Lysander Gretton, 4. Baron Gretton (* 17. April 1975) ist ein britischer Peer und Politiker der Conservative Party.

## Leben und Karriere
Gretton wurde am 17. April 1975 als Sohn von John Henrik Gretton, 3. Baron Gretton (1941–1989), und Jennifer Ann Moore (* 1943) geboren. Er hat eine ältere Schwester. Gretton besuchte die Shrewsbury School. Später studierte er am Royal Agricultural College in Cirencester, Gloucestershire. Er lebt in Somerby House, Somerby in Leicestershire.
Bei den 2010 erstmals stattfindenden Schießmeisterschaften organisierte die Really Wild von Grettons Anwesen das Schießprogramm.
Gretton gehört der Hereditary Peerage Association derzeit nicht an.

## Mitgliedschaft im House of Lords
Nach dem Tod seines Vaters 1989 erbte er den Titel des Baron Gretton und den damals damit verbundenen Sitz im House of Lords. Diesen nahm er erstmals am 23. Juli 1998 ein.  Am 15. Oktober 1999 hielt er seine Antrittsrede, die seine einzige blieb.
Seinen Sitz verlor er durch den House of Lords Act 1999. Für einen der verbleibenden Sitze stand er nicht zur Wahl an.
Im Register of Hereditary Peers, in dem die Peers verzeichnet sind, die für eine Nachwahl zur Verfügung stehen, ist er nicht verzeichnet.

## Familie
Er heiratete vor 2008 Sarah Attard, die Tochter von Freddy und Lyndy Attard. Sie haben einen Sohn und eine Tochter.